# اکوسیستم سطح اقیانوس
اُرگانیسمهایی به نام نوستون (موجودات ساکن در سطح آب) که آزادانه در سطح اقیانوس زندگی میکنند شامل موجودات مهمی چون جلبک طلایی یا سارگاسوم (تشکیلدهندهٔ دریای سارگاسو)، خرچنگهای شناور، حلزونها و لیسههای دریایی و کیسهتنان هستند. بسیاری از ماهیهای مهم از نظر زیستمحیطی و اقتصادی به صورت نوستون زندگی میکنند یا به آنها وابسته هستند. گونههای موجود در سطح اقیانوس به صورت یکنواختی توزیع نشدهاند. سطح اقیانوسها متشکل از جوامع و زیستبومهای خاصی از نوستون است که تنها در عرضهای جغرافیایی و در زیستبومهای خاصی از آن یافت میشوند. سطح اقیانوسها در خطِ مقدم تغییرات اقلیمی و در معرض آلودگی قرار دارد. اکوسیستمهای سطحی و اُرگانیسمهای موجود در سطح اقیانوس موجب تداوم چرخهٔ حیات در زیستبومهای مختلفی چون آبهای کمعمق تا دریاهای عمیق، اقیانوسهای آزاد تا رودخانهها و دریاچهها، گونههای متعدد خشکیزی و آبزی میشود.
سطح اقیانوس مشابه با یک لایهٔ نازک در حدِفاصل میان اتمسفر فوقانی و آب موجود در لایهٔ زیرین آن عمل کرده و باعث شکلگیری زیستبومی خاص شده است. عُمق این زیستگاهِ در معرضِ تابش نور خورشید را میتوان تا ۱ متر در سطح زیرین آب درنظر گرفت؛ زیرا، شدت تابش موج میانی فرابنفش در عمق ۱ متری از آب سطحی اقیانوس تقریباً به نصف کاهش مییابد. اُرگانیسمهای موجود در این زیستبوم بایستی قادر به غلبه بر شدت موج و خواص فیزیکو-شیمیایی خاص آن ناحیه باشند. از گونههای مختلف و گستردهای از ماهیها و آب‌بازسانان (نوعی نهنگ) گرفته تا موجوداتی که بر روی زبالههای اقیانوسی یافت میشوند (به نام رافترها) در سطح آب اقیانوسها زندگی میکنند.
مهم‌تر از همه اینکه، سطح اقیانوسها زیستگاه جامعهٔ منحصربهفردی از ارگانیسمهای زندهای به نام نوستون (برگرفته از کلمهٔ یونانی υεω به معنای شناور) است. گاهی به این ارگانیسمهای شناور پِلوستون هم گفته میشود. هرچند که عنوان نوستون بیشتر مورداستفاده قرار میگیرد. اطلاعات زیادی در مورد حیات نوستونی باوجود تنوع و اهمیت سطح اقیانوسها در ارتباط و اتصال زیستگاههای مختلف و خطرات تهدیدکنندهٔ آن در دسترس نیست.

## مرور کلی
نوستونها، حلقههای زیستمحیطی مهمی هستند که منجر به اتصال اکوسیستمهای مختلفی چون صخرههای مرجانی، جزایر، اعماق دریا و حتی زیستگاههای آب شیرین به یکدیگر میشوند. ۸۰ درصد از رژیم غذایی لاکپشتهای دریایی و ۳۰ درصد از غذای مصرفی مرغان دریایی در اقیانوس آرام شمالی از نوستونها تشکیل میشود. گونههای مختلفی از ماهیهای آبِ شور ازجمله ماهیان تجاری مثل کاد، سالمون و نولماهی در بَدوِ تولد در سطح اقیانوس زندگی میکنند. نوستونها قادر به پوشش گستردهٔ سطح دریاها به صورت جزایری از اُرگانیسمهای زنده هستند. آنها همچنین میتوانند تا هزاران مایل در میان علفزارهای کمپشت پراکنده شوند. هرچند که معمولاً نقش نوستونها و حتی وجود آنها نادیده گرفته می‌شود.
دریای سارگاسو، یکی از شناختهشدهترین اکوسیستمهای سطحی در اقیانوس اطلس شمالی است که از نظر زیستمحیطی ناحیهای متمایز و پوشیده از نوستونها و جلبکهای دریایی قهوهای ضخیم است. چندین گونهٔ مهم تجاری و موجود در اکوسیستمی خاص وابسته به دریای سارگاسو هستند. گرچه، وجود نوستونها در تمامی حوزههای اقیانوسی به چشم میخورد و ممکن است نقش مشابه اما ناشناختهای را در سراسر زمین ایفا کنند. به عنوان نمونه، محققی از اتحاد جماهیر شوروی به نام ساویلوف در ۵۰ سال پیش، موفق به شناسایی ۷ زیستبوم پوشیده از نوستون در اقیانوس آرام شد. هر اکوسیستم از نظر شرایط زیستی و غیرزیستی اختصاصی بوده و میزبان جامعهٔ خاصی از ارگانیسمهای نوستونی است. هرچند که از چنین زیستبومهایی تا حد زیادی غافل شدهایم.
دلیل دیگر جهت مطالعهٔ نوستونها، تأثیرپذیری سطح اقیانوسها به عنوان خطِ مقدم بروز پیامدهای ناشی از فعالیتهای انسانی مثل تغییرات اقلیمی و آلودگیهای نفتی و پلاستیکی است.